# Chrysops philipi
Chrysops philipi är en tvåvingeart som beskrevs av Burger 1985. Chrysops philipi ingår i släktet Chrysops och familjen bromsar. Inga underarter finns listade i Catalogue of Life.